# Anthidium loboguerrero
Anthidium loboguerrero är en biart som beskrevs av Danúncia Urban 2004. Anthidium loboguerrero ingår i släktet ullbin, och familjen buksamlarbin. Inga underarter finns listade i Catalogue of Life.